# Cookie Crisp

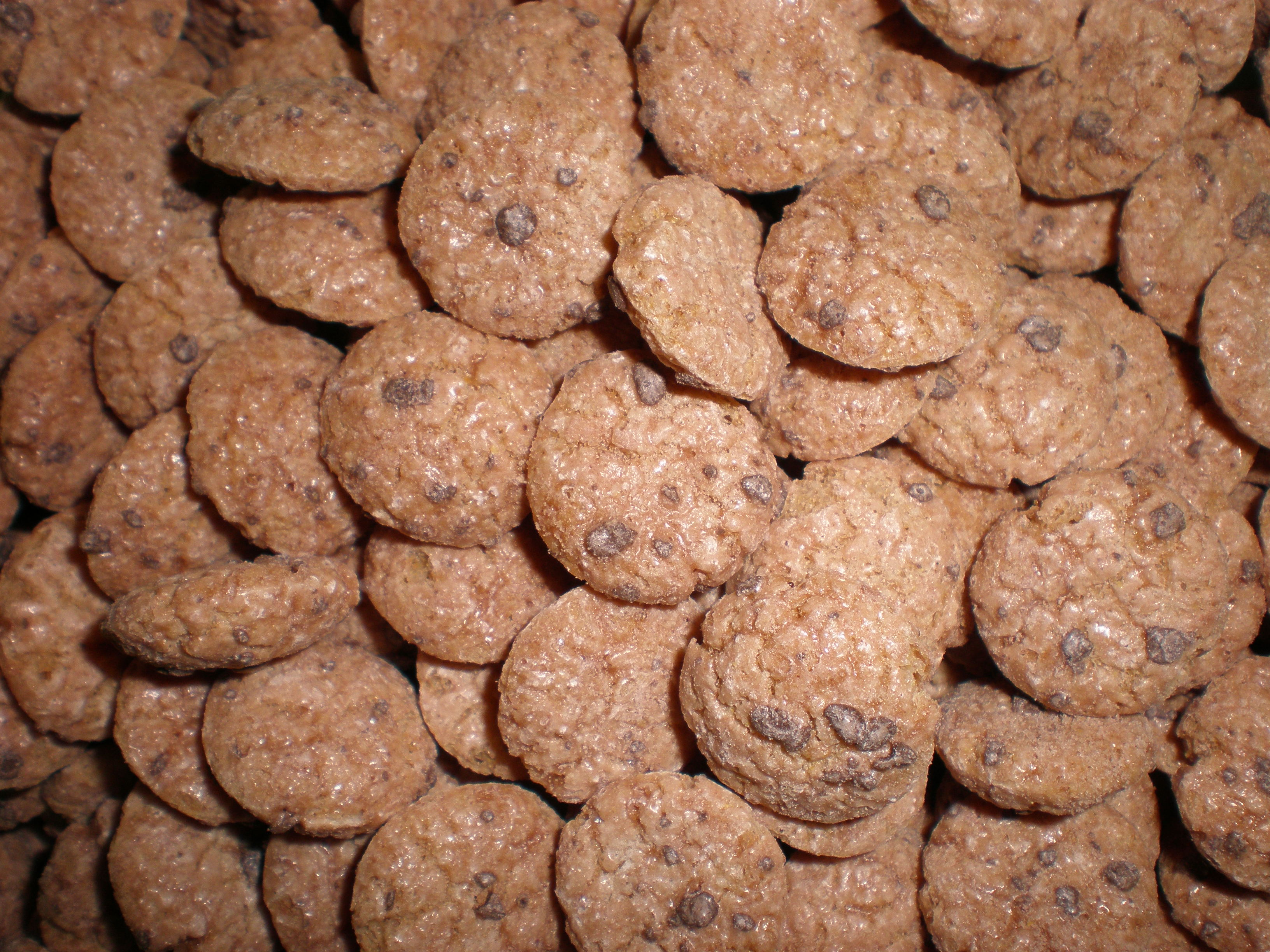
Płatki śniadaniowe Cookie Crisp

Cookie Crisp – marka płatków śniadaniowych produkowana przez Cereal Partners (General Mills i Nestlé). Stworzona w późnych latach 70. przez Ralston Purina. Są to pełnoziarniste płatki zbożowe w kształcie ciasteczek i z kawałkami mlecznej czekolady. Wzbogacone o witaminy np. B1, B2, B6, B12, C i wapń.
Patent na Cookie Crisp należał początkowo do firmy Ralaston Purina, następnie (od 1985) do General Mills, a obecnie (od 1997) do Nestlé.
W roku 2013 (w Wielkiej Brytanii) na rynek wprowadzono Cookie Crisp Brownie, mające przypominać ciasto brownie. Te płatki posiadają zbliżony do kwadratu kształt. Porcja 30 g zawiera 115 kalorii. W Polsce pojawiły się na początku roku 2014.
Polskim dystrybutorem jest Nestlé Pacific.

## Maskotki

### Cookie Jarvis
Oryginalna maskotka Cookie Crisp, Cookie Jarvis reklamowała markę w latach 1977–1985. Był to mały czarodziej z różdżką i długą białą brodą. Ubrany był w czerwony płaszcz z narysowanymi ciastkami. Później różdżkę zastąpiono łyżeczką. Jarvis występował w reklamach i na opakowaniach Cookie Crisp do 1985 roku (gdy Ralston Purina sprzedało patent General Mills), zastąpił go Cookie Crook.

### Cookie Crook i szeryf Okruch
Cookie Crook był złodziejem bezskutecznie próbującym ukraść Cookie Crisp. Plany udaremniał mu szeryf Okruch. Cookie Crook nosił czerwony kucharski kapelusz, złodziejską maskę i fioletowy sweter. Szeryf ubrany był w policyjny mundur. Był gruby i miał duży nos. Mówił z irlandzkim akcentem. W pierwszych reklamach przegrywał ze złodziejem, później zawsze udaremniał jego niecne plany.
Typowa reklama zaczynała się próbą kradzieży ciasteczek przez Cookie Crook, zawsze korzystając z nowego wynalazku. Nigdy nie dopiął swego i zostawał aresztowany. Początkowo akcja działa się w misce, w późniejszych reklamach bohaterom nadano ludzką wielkość. W ostatnich reklamach Crook’owi pomagał pies Chip.
Występowali w reklamach, natomiast na opakowaniach pojawiali się sporadycznie.

### Pies Chip
W ostatnich reklamach z poprzednimi maskotkami Crook’owi pomagał pies Chip. Wkrótce sam stał się główną maskotką płatków, a poprzednich bohaterów zlikwidowano. Chip stał się bohaterem pozytywnym. Zamiast kraść, rozdawał dzieciom Cookie Crisp. Chip nie nosił już maski, ale nadal pozostał gruby.

### Wilk Chip
W 2003 Chip został radykalnie zmieniony. Odchudzono go i zmieniono w wilka. Nawiązując do pierwotnej wersji znów próbował ukraść dzieciom ich płatki śniadaniowe. Konstruował nieudane wynalazki i nigdy nie potrafił zdobyć ciastek. Ta forma maskotki używana jest do dziś.